# Dresdner SC (piłka nożna)
Dresdner Sportclub 1898 e. V. Abteilung Fußball – niemiecki klub piłkarski z siedzibą w mieście Drezno, występujący w lidze Landesklasse Sachsen-Ost, stanowiącej siódmy poziom rozgrywek w Niemczech.

## Historia
Klub został założony w 1898 roku jako Dresdner Sport-Club. W latach 1933–1945 występował w Gaulidze (grupa Sachsen), będącej wówczas pierwszą ligą. Sześć razy zwyciężył w rozgrywkach swojej grupy (1934, 1939, 1940, 1941, 1943, 1944). Dwa razy zdobył Puchar Niemiec (1940, 1941), a także dwa razy mistrzostwo Niemiec (1943, 1944). Po II wojnie światowej został rozwiązany. W 1946 roku w jego miejsce utworzony został SG Dresden-Friedrichstadt. W 1950 roku połączył się z BSG Sachsenverlag Dresden. W latach 1951–1954 nosił nazwę BSG Rotation Dresden, następnie w latach 1954–1965 SC Einheit Dresden, a w latach 1966–1990 FSV Lokomotive Dresden. W 1990 roku wrócił do szyldu Dresdner SC. Od 1949 roku występował w pierwszej lidze NRD, ale spadł z niej do drugiej ligi w 1962 roku. W 1984 roku spadł z kolei do trzeciej ligi.
W 1958 roku klub zdobył Puchar NRD.

## Sukcesy
- mistrzostwo Niemiec: 1943, 1944
- Puchar Niemiec (zwycięzca): 1940, 1941
- Puchar NRD (zwycięzca): 1958
- Gauliga Sachsen (zwycięzca): 1934, 1939, 1940, 1941, 1943, 1944

## Występy w lidze
| Liga                    | Poziom | Sezony | Lata      |
| ----------------------- | ------ | ------ | --------- |
| Gauliga (grupa Sachsen) | I      | 12     | 1933–1945 |
| DDR-Oberliga            | I      | 12     | 1949–1962 |
| DDR-Liga                | II     | 22     | 1962–1984 |

## Reprezentanci kraju grający w klubie od 1945
- Steffen Büttner
- Wolfgang Großstück
- Arno Neumann
- Miran Pavlin
- Wolfgang Pfeifer
- Rainer Sachse
- Klaus Sammer
- Heiko Scholz
- Jörg Schwanke
- Andreas Trautmann
- Horst Walter